# Manfred Huterer
Manfred Huterer (* 28. Dezember 1961 in Regensburg) ist ein deutscher Diplomat. Er war von 2019 bis 2023 Botschafter in Belarus. Seit 2024 ist er Botschafter in Usbekistan und leitet als solcher die Botschaft Taschkent.

## Leben
Während seiner Schüler- und Studentenzeit war Manfred Huterer in der katholischen Jugendverbandsarbeit (BdKJ) tätig, u. a. von 1980 bis 1983 als Diözesanleiter der Katholischen Studierenden Jugend (KSJ-GCL) in Regensburg. Nach dem Abitur am Goethe-Gymnasium in Regensburg studierte er von 1981 bis 1990 Politik, Völkerrecht und Osteuropäische Geschichte in Regensburg und München. Während des Studiums war Huterer 1986/87 mit einem DAAD-Stipendium an der Universität Leningrad. Nach dem Abschluss des Studiums arbeitete er von 1990 bis 1992 als Wissenschaftlicher Mitarbeiter in der Forschungsgruppe Europa (Werner Weidenfeld) an der Universität Mainz.
Huterer ist mit der Slawistin und Osteuropahistorikerin Andrea Huterer verheiratet und hat zwei Kinder.

## Laufbahn
Manfred Huterer trat 1992 in den Auswärtigen Dienst ein und absolvierte bis 1993 den Vorbereitungsdienst für den höheren Auswärtigen Dienst. Nach einem Einsatz in der politischen Abteilung an der Botschaft Moskau absolvierte er 1996/97 an der John F. Kennedy School der Harvard University ein Studium, das er mit dem Master in Public Administration abschloss.
Von 1997 bis 2002 arbeitete Huterer in der Zentrale des Auswärtigen Amts in Bonn mit Umzug nach Berlin, bis 1999 in der Abteilung für Abrüstung und Rüstungskontrolle und dann im Planungsstab. Es folgten Einsätze an der Botschaft Peking als Leiter des Pressereferats und stellvertretender Leiter der Politischen Abteilung, dann von 2005 bis 2009 wiederum im Planungsstab des Auswärtigen Amts und von 2009 bis 2012 als stellvertretender Leiter der Politischen Abteilung an der Botschaft Washington.
Zurück im Auswärtigen Amt, war Huterer bis 2015 als Referatsleiter für Russland, Belarus, Ukraine, Moldau und die Östliche Partnerschaft und wechselte dann als Gesandter und Ständiger Vertreter des Botschafters an die Botschaft Warschau. 2018 kehrte er als Berater für Osteuropa in den Planungsstab des Auswärtigen Amts zurück, bevor er im Juli 2019 zum Botschafter in Minsk (Belarus) ernannt wurde. 2023 kehrte er ins Auswärtige Amt nach Berlin zurück.
Seit 2024 ist er Botschafter in Usbekistan und leitet als solcher die Botschaft Taschkent.